# Eddie Chu
Eddie Chu Hoi-dick (chinois : 凱廸 ; né le 29 septembre 1977) est un activiste social et politicien de Hong Kong. Il est militant dans des mouvements pour la conservation et l'environnement et aux  Manifestations de 2019 à Hong Kong. 

## Biographie
Eddie Chu est né à Hong Kong en 1977 et a fait ses études à l'Université chinoise de Hong Kong . Après avoir obtenu son diplôme en 1999, il a étudié le persan à l’ Université de Téhéran en Iran et a travaillé comme éditeur et journaliste. Il a couvert l’actualité dans plusieurs pays de langue persane après son retour à Hong Kong.
Eddie Chu s'est impliqué dans la conservation de la culture et l'environnement et a fondé un groupe d'activistes appelé "Local Action". En décembre 2018,  Eddie Chu est interdit de se présenter à une élection locale, sous l'étiquette démocrate, selon le motif de soutenir l’indépendance de Hong Kong. Eddie Chu, interrogé deux fois sur ses intentions, a démenti qu'il était un partisan de l'indépendance. Le gouvernement hongkongais dément toute censure politique tout en soutenant la décision d’interdire Eddie Chu de se présenter à une élection .
Le 23 juillet 2019, il est menacé de mort par le député progouvernement de Pékin, Junius Ho, pour son soutien des manifestations contre une loi d’extradition vers la Chine,. Il participe aux manifestations de Hong-Kong de 2019 et dénonce les violences policières à l'égard des manifestants. 
Le 08 novembre 2019, il est arrêté avec d'autres membres pro-démocrates pour "avoir enfreint l'ordonnance du Conseil législatif".